# BPR Global GT Series 1995
Nel 1995 si svolse la seconda stagione del BPR Global GT Series. Divisa in quattro classi dalla GT1 alla GT4.  Iniziò il 26 febbraio 1995 e terminò il 12 novembre 1995 dopo 12 gare.

## Calendario
| Rnd | Corsa                           | Circuito                     | Data         |
| --- | ------------------------------- | ---------------------------- | ------------ |
| 1   | 4 Ore di Jerez                  | Circuito Permanente de Jerez | 26 febbraio  |
| 2   | 4 Ore di Le Castellet           | Circuito Paul Ricard         | 12 marzo     |
| 3   | 4 Ore di Monza                  | Autodromo Nazionale Monza    | 26 marzo     |
| 4   | 4 Ore di Jarama                 | Circuito di Jarama           | 9 aprile     |
| 5   | 4 Ore del Nürburgring           | Nürburgring                  | 23 aprile    |
| 6   | 4 Ore di Donington              | Donington Park               | 8 maggio     |
| 7   | 1000 km di Parigi               | Autodromo di Linas-Montlhéry | 14 maggio    |
| 8   | 4 Ore di Anderstorp             | Scandinavian Raceway         | 2 luglio     |
| 9   | 1000 km di Suzuka               | Suzuka Circuit               | 27 agosto    |
| 10  | Empire Trophy (4 Ore)           | Silverstone                  | 17 settembre |
| 11  | 4 Ore di Nogaro                 | Circuito Paul Armagnac       | 8 ottobre    |
| 12  | Shell Zhuhai Intl. Race (3 Ore) | Zhuhai circuito cittadino    | 12 novembre  |

## Risultati stagione
| Rnd | Circuito        | Team vincitori                                 | Dettagli |
| Rnd | Circuito        | Piloti vincitori                               | Dettagli |
| --- | --------------- | ---------------------------------------------- | -------- |
| 1   | Jerez           | #1 Gulf Racing GTC                             | Dettagli |
| 1   | Jerez           | Ray Bellm Maurizio Sandro-Sala                 | Dettagli |
| 2   | Paul Ricard     | #1 Gulf Racing GTC                             | Dettagli |
| 2   | Paul Ricard     | Ray Bellm Maurizio Sandro-Sala                 | Dettagli |
| 3   | Monza           | #8 West Competition                            | Dettagli |
| 3   | Monza           | Thomas Bscher John Nielsen                     | Dettagli |
| 4   | Jarama          | #1 Gulf Racing GTC                             | Dettagli |
| 4   | Jarama          | Ray Bellm Maurizio Sandro-Sala                 | Dettagli |
| 5   | Nürburgring     | #1 Gulf Racing GTC                             | Dettagli |
| 5   | Nürburgring     | Ray Bellm Maurizio Sandro-Sala                 | Dettagli |
| 6   | Donington       | #8 West Competition                            | Dettagli |
| 6   | Donington       | Thomas Bscher John Nielsen                     | Dettagli |
| 7   | Linas-Montlhéry | #70 Muhlbauer Motorsport                       | Dettagli |
| 7   | Linas-Montlhéry | Stefan Oberndorfer Detler Hübner               | Dettagli |
| 8   | Anderstorp      | #40 Pilot Aldix Racing                         | Dettagli |
| 8   | Anderstorp      | Michel Ferté Olivier Thévenin                  | Dettagli |
| 9   | Suzuka          | #1 GTC Racing                                  | Dettagli |
| 9   | Suzuka          | Ray Bellm Maurizio Sandro-Sala Masanori Sekiya | Dettagli |
| 10  | Silverstone     | #9 Mach One Racing                             | Dettagli |
| 10  | Silverstone     | Andy Wallace Olivier Grouillard                | Dettagli |
| 11  | Nogaro          | #9 Mach One Racing                             | Dettagli |
| 11  | Nogaro          | Andy Wallace Olivier Grouillard                | Dettagli |
| 12  | Zhuhai          | #9 Mach One Racing                             | Dettagli |
| 12  | Zhuhai          | Andy Wallace Olivier Grouillard                | Dettagli |